# Гайтана
Гайта́на Эссами́ (фр. Gaitana Essami, укр. Гайта́на Ессамі́, Гайта-Лурдес, в переводе с лингала — «сильная и великая»; 24 марта 1979 года, Киев, УССР) — украинская певица, соединившая в своём творчестве жанры соул, а также элементы джаза, блюза, фанк, соул и фолк-музыки. Является автором большинства своих песен. Представитель Украины на Евровидении 2012 в Баку.

## Биография
Гайтана родилась 24 марта 1979 года в Киеве, но до пяти лет жила за рубежом, в республике Конго, в Браззавиле, откуда родом её отец конголезец Клавер Ессами, а потому она начала разговаривать на смеси языка лингала и французского. Затем вместе с матерью-украинкой Татьяной Петровной (дев. Стручук) Гайтана в 1985 году вернулась на Украину, где освоила русский и украинский языки. Отец певицы Клавер Ессами проживает в городе Браззавиль (Конго), где занимается транспортным бизнесом, там же живёт её брат по отцу Денжандр (род. 1987).
В Киеве Гайтана пошла в школу, окончила музыкальную школу по классу саксофона, а также получила экономическое образование. С детства она занималась настольным теннисом, добившись звания кандидата в мастера спорта.
Певческая биография Гайтаны начинается в 1991 году с детского телевизионного конкурса «Фант-лото Надія», где она заняла третье место. После этого её взял в свой ансамбль «Альтана» композитор Владимир Быстряков. Вместе с ансамблем Гайтана принимала участие в записи мультфильмов, работала бэк-вокалисткой у Ирины Билык, Таисии Повалий, Ани Лорак, Николая Караченцова, Александра Малинина.
Также пела с джазовым оркестром Overtime и поп-джазовой группой Unity.
- В ноябре 2003 на студии Lavina Music, которая стала сотрудничать с певицей, выпустила свой дебютный альбом «О тебе», в основном на русском языке. Но в этом альбоме также была и украинская песня на слова Марии Бурмаки «Діти світла» (рус. «Дети света»). Самой популярной русскоязычной композицией стала песня «Лондон, Дожди».
- В июне 2005 года вышел второй альбом «Слідом за тобою», также на студии Lavina Music, который был преимущественно украиноязычным.
- В 2006 году выходит сингл «Два вікна» (рус. «Два окна»), а также англоязычная версия песни.
- В начале 2007 года следующий сингл Гайтаны «Шаленій» (рус. «Сходи с ума»).
- 10 ноября 2007 года состоялась презентация альбома певицы «Капли дождя», ротация которого началась уже в 2008 году.
- 11 марта 2008 года состоялась презентация альбома Гайтаны «Тайные желания». В альбом вошли 14 композиций и два видеоклипа на песни «Тайные желания» и «Капли дождя». В 2009 году вышел новый клип Гайтаны на песню «Дивне кохання» (рус. «Странная любовь»).
- 27 октября 2011 года Гайтана выпустила клип «Шахтёр — чемпион», в котором появились большинство футболистов донецкого клуба «Шахтёр».

Гайтана принимала участие в экстремальной телевикторине «Естественный отбор» (РЕН), где она стала победительницей. Участница шоу «Народная звезда» на ТРК «Украина».
Представляла Украину на Евровидении 2012 в Баку с песней «Be My Guest». На конкурсе заняла 15-е место, набрав 65 баллов.
26 октября 2016 года Гайтана после продолжительного творческого отпуска презентовала новое видео на песню «Біль мене не лякає». Этой работой певица ставит жирную точку в истории с прошлым. Песня была представлена на официальном канале певицы на YouTube.

## Личная жизнь
- Бывший партнер — продюсер певицы Эдуард Клим[10].
- 27 июня 2017 года Гайтана родила дочь которую назвала Сапфир-Николь[11].

## Дискография
Альбомы
- 2003 — «О тебе» — Гайтана & Unity
- 2005 — «Слідом за тобою» (рус. «Следом за тобой»)
- 2007 — «Капли дождя»
- 2008 — «Kукaбаррa» (сборник детских песен)
- 2008 — «Тайные желания»
- 2010 — «Только сегодня»
- 2011 — «Самый лучший»
- 2012 — «Самый лучший» (Dance)
- 2012 — «Be My Guest»
- 2012 — «Viva, Європа!»
- 2015 — «VooDooMan»

Синглы
- 2006 — «Двa вікнa» (рус. «Два окна»)
- 2008 — «Шаленій» (рус. «Сходи с ума»)
- 2009 — «Нещодавнo» (рус. «Недавно») Гайтана и Стас Конкин
- 2016 — «Как бы не было больно » /  «Біль мене не лякає»

## Видеоклипы
| Год  | Клип                                                    | Режиссёр           | Альбом                       |
| ---- | ------------------------------------------------------- | ------------------ | ---------------------------- |
| 2003 | «Я не буду вспоминать тебя»                             |                    | «О тебе»                     |
| 2003 | «Лондон-дожди»                                          | Алан Бадоев        | «О тебе»                     |
| 2004 | «Діти світла»                                           | А. Артеменко       | «О тебе»                     |
| 2005 | «Самотня босса»                                         | Алан Бадоев        | «Слідом за тобою»            |
| 2005 | «Слідом за тобою»                                       | В. Якименко        | «Слідом за тобою»            |
| 2005 | «Відшукаю»                                              | Алан Бадоев        | «Слідом за тобою»            |
| 2006 | «Два вікна» / «Maybe Once»                              | Алан Бадоев        | Капли дождя                  |
| 2006 | «Не йди» feat. С.К.А.Й                                  | Иван Цюпка         | Капли дождя                  |
| 2007 | «Танці»                                                 | Алан Бадоев        | Капли дождя                  |
| 2007 | «Шаленій»                                               | Алан Бадоев        | Капли дождя                  |
| 2007 | «Капли дождя»                                           | Катя Царик         | Капли дождя / Тайные желания |
| 2008 | «Тайные желания»                                        | Катя Царик         | Тайные желания               |
| 2008 | «Тепло слів»                                            | Евгений Митрофанов | Kукaбаррa                    |
| 2008 | «Дивне кохання»                                         | Катя Царик         | Тайные желания               |
| 2009 | «Люби меня» feat. ЧП                                    | Катя Царик         | Только сегодня               |
| 2010 | «Слушаюсь и повинуюсь» / «Diamonds Ring». feat. Джамала | Алан Бадоев        | Только сегодня               |
| 2010 | «Только сегодня»                                        | Алиса Космос       | Только сегодня               |
| 2010 | «Нет родней»                                            | Валерий Набильский | Только сегодня               |
| 2011 | «Химия»                                                 | Валерий Набильский | Только сегодня               |
| 2011 | «Небо»                                                  | Валерий Набильский | Только сегодня               |
| 2011 | «Шахтар-чемпион!» / «Shakhtar the Champion!»            | Семен Горов        | Viva, Європа!                |
| 2011 | «Самый лучший»                                          | Семен Горов        | Только сегодня               |
| 2012 | «Україно, будьмо!»                                      | Семен Горов        | Viva, Європа!                |
| 2012 | «My Everything»                                         | Кадім Тарасов      | Be My Guest                  |
| 2012 | «Я дышу тобой»                                          | Семен Горов        | Только сегодня               |
| 2013 | «You Will Like It»                                      | Кадім Тарасов      | VooDooMan                    |
| 2013 | «Щастя є»                                               |                    | TBA                          |
| 2013 | «Инопланетяне»                                          | Семен Горов        | VooDooMan                    |
| 2016 | «Біль мене не лякає» / «Как бы не было больно»          | Семен Горов        | TBA                          |
| 2017 | «Сонце в тобі»                                          | Алекс Смарт        | TBA                          |
| 2019 | «Танці з зірками»                                       | Олександр Ессамі   | TBA                          |
| 2019 | «Dиvo» feat. Orest                                      | Семен Горов        | TBA                          |
| 2020 | «Сніг» / «Снег»                                         | Семен Горов        | TBA                          |